# Лоренцо Річчі
Лоренцо Річчі (італ. Lorenzo Ricci; 2 серпня 1703, Флоренція — 24 листопада 1775, Рим) — італійський єзуїт, богослов, педагог, вісімнадцятий Генерал єзуїтів.

## Життєпис
Народився у Флоренції. Вступив до ордену єзуїтів 16 листопада 1718 року в Римі. Професор філософії та богослов'я у Сієні і Римі. Секретар Товариства Ісуса (1755—1758). Обраний генералом 21 травня 1758 року. Очолював Товариство до його ліквідації в 1773 році. В період його правління папа Климент XIII підтвердив Формули Інституту.
У 1773 р. його заарештовано і ув'язнено в Замку Святого Ангела, де він помер через два роки.